# Javier Gutiérrez (Skilangläufer)
Javier Gutiérrez Cuevas (* 29. März 1985 in Santander) ist ein ehemaliger spanischer Skilangläufer.

## Werdegang
Gutiérrez trat von 2004 bis 2014 vorwiegend an FIS-Rennen und am Skilanglauf-Alpencup an. Sein erstes Weltcuprennen lief er im November 2007 in Beitostølen, welches er auf dem 82. Platz über 15 km Freistil beendete. Bei den nordischen Skiweltmeisterschaften 2009 in Liberec erreichte er den 67. Platz über 15 km klassisch. Seine beste Platzierung bei den Olympischen Winterspielen 2010 in Vancouver war der 40. Platz im 30-km-Massenstartrennen. Bei den nordischen Skiweltmeisterschaften 2011 in Oslo war der 58. Platz im 50-km-Massenstartrennen sein bestes Resultat. In der Saison 2011/12 erreichte er in Rybinsk mit dem 50. Platz im Skiathlon seine beste Platzierung im Weltcupeinzel. Bei den nordischen Skiweltmeisterschaften 2013 im Val di Fiemme erreichte er den 51. Platz im 50-km-Massenstartrennen. Seine beste Platzierung bei den Olympischen Winterspielen 2014 in Sotschi war der 47. Rang im 50-km-Massenstartrennen. Bei spanischen Meisterschaften siegte er viermal in den Einzelrennen.